# A Miser Brothers' Christmas
A Miser Brothers' Christmas (titulada como Una Navidad con los Hermanos Miseria en Latinoamérica y España) es una película navideña de stop motion de 2008, distribuida por Warner Bros. Es la secuela del especial de 1974 Aquel año sin Santa Claus.  El especial de una hora se estrenó en ABC Family el sábado 13 de diciembre de 2008, durante la programación anual de la cadena 25 Days of Christmas.
Mickey Rooney (a sus 88 años) y George S. Irving (a sus 86 años) repitieron sus respectivos papeles como Santa Claus y Calor Miseria. Nieve Miseria (originalmente interpretado por Dick Shawn, quien murió en 1987) fue interpretado por Juan Chioran, mientras que la Sra. Claus (interpretada en la película original por Shirley Booth, quien murió en 1992) fue interpretada por Catherine Disher. La película tenía como objetivo emular el estilo de animación de Rankin / Bass. Este es el último especial de Navidad que presenta a Mickey Rooney como Santa Claus, ya que murió en 2014, así como la última vez que George Irving expresó Heat Miser, ya que murió en 2016.

## Argumento
Los hermanos Miseria (Nieve y Calor), quienes están enfrentados entre sí, asisten a su reunión familiar con la Madre Naturaleza y sus hermanos; Viento del Norte, Terremoto, Trueno y Relámpago, y Marea, entre otras entidades naturales. Viento del Norte pregunta a la Madre Naturaleza qué pasaría en el hipotético caso si Santa no pudiera completar sus deberes en Navidad. Ella responde que Viento del Norte tomaría su lugar durante su ausencia. Calor Misera entonces comienza a criticar a Nieve Miseria por tratar de "darle un mal nombre al calentamiento global". Nieve Miseria responde hablando de los intentos de Calor de asustar a la gente con informes de una segunda Edad de Hielo. Heat luego reprende a Snow por reclamar Islandia como el suya, que apenas tiene hielo. Nieve entonces llama a cabo calor para reclamar Groenlandia como su propia porque está lleno de hielo. Luego, los hermanos pelean entre sí. La madre naturaleza pone fin a la discusión.
A pesar de su apariencia elegante, de adulación y devoción hacia la Madre Naturaleza, Viento del Norte es mucho más malévolo que cualquiera de sus hermanos. Absorto en sí mismo y vanidoso, Viento del Norte está obsesionado con la idea de reemplazar a Santa Claus como una forma de alcanzar la gloria personal. Comenzando sus maquinaciones, envía a dos de sus secuaces a estrellar el Super-Trineo de Santa diseñado por su mecánica Tinsel, causando que Santa se lesione la espalda después de caer en medio de una pelea entre los hermanos mientras cruza involuntariamente a su dominio.
A pesar de lo que le dijo antes a Viento del Norte y de haber sido informado por la Sra. Claus sobre lo que le sucedió a Santa, la Madre Naturaleza asigna a los Hermanos Miseria la responsabilidad de administrar la fábrica de juguetes. Su lucha continúa mientras se mueven por varias estaciones de talleres. Viento del Norte trama un nuevo plan para mantenerlos luchando para que parezca que ellos mismos arruinaron la Navidad, pero la Sra. Claus convence a los Hermanos Miseria de dejar de lado sus diferencias y cooperar mostrándoles la lista de los niños buenos y la lista de los niños traviesos. Se revela la historia de los hermanos, y se muestra que siempre han estado en la lista de niños traviesos de Santa por sus disputas mutuas. Al conocer el error de sus conducta, comienzan a trabajar juntos y logran que el trabajo vuelva a ponerse en marcha. Sin embargo, Viento del Norte trama un plan para destruir su tregua y hacer que luchen nuevamente, haciendo que Santa deje de entregar los juguetes y dando a Viento Norte la oportunidad de acabar con él.
En la víspera de Navidad, los secuaces de Viento del Norte colocan subrepticiamente unidades de calefacción y refrigeración al trineo, aparentemente capaces de calentar o enfriar regiones enteras del planeta. El descubrimiento hace que los Hermanos Miseria se culpen entre sí. Con ellos luchando de nuevo, Santa no tiene más remedio que conducir el trineo, justo como lo planeó Viento del Norte. Después de que Santa se va, Tinsel descubre que el súper trineo ha sido saboteado, lo que detiene la pelea de los Hermanos Miseria cuando se dan cuenta de que ninguno de ellos fue responsable de herir a Santa. Al encontrar una de las tarjetas de Navidad de Viento del Norte de él disfrazado de Santa, Calor y Nieve Miseria descubren la verdad sobre su hermano y descifran su plan. Mientras tanto, Viento del Norte ataca el trineo de Santa en vuelo, levantando un vórtice para atrapar a Santa al limbo por toda la eternidad, pero los Hermanos Miseria, con la ayuda de Tinsel y un equipo de renos jóvenes, logran salvar a Santa en el último momento.
El vórtice creado por Viento del Norte desaparece, y la Madre Naturaleza lo condena a hacer las tareas del hogar durante los próximos miles de años como castigo por tratar de acabar con Santa y hacer que Nieve y Calor se peleen. Con Viento del Norte finalmente derrotado, los hermanos descubren que finalmente han conseguido estar dentro de la lista de los niños buenos de Santa. Entregan los regalos para Santa y se dan obsequios entre ellos en el proceso, haciendo finalmente las paces entre ellos y poniendo fin a su enemistad diciendo juntos, Feliz Navidad.

## Emisión
La película tuvo 3.7 millones de espectadores en su primera emisión, según lo determinado por los índices de audiencia de Nielsen. Recibió una nominación a la "Mejor producción televisiva de animación producida para niños" en la 36.ª edición de los premios Annie.

## Reparto
- Mickey Rooney como Santa Claus
- George S. Irving como Calor Miseria
- Juan Chioran como Nieve Miseria
- Catherine Disher como la Sra. Claus, elfo cuidador de renos
- Brad Adamson como Viento del Norte
- Patricia Hamilton como la Madre Naturaleza
- Peter Oldring como Bob, Elfo # 1
- Susan Roman como Tinsel y Enfermera Noel